# Yuma Suzuki
Yuma Suzuki (Choshi, 26 april 1996) is een Japans voetballer die uitkomt voor Kashima Antlers. Suzuki is een aanvaller.

## Carrière

### Japan
Suzuki is een jeugdproduct van Kashima Antlers. Na enkele nationale titels won hij in 2018 de AFC Champions League met zijn club. In de finale startte hij zowel in de heen- als in de terugwedstrijd tegen het Iraanse Persepolis FC. Na de finale werd hij uitgeroepen tot Speler van het Toernooi. Vanwege een hamstringblessure miste Suzuki wel het daaropvolgende WK voor clubs 2018, waaraan hij in 2016 wél had deelgenomen. Op het einde van het jaar eindigde Suzuki tweede in de verkiezing van de Aziatische voetballer van het jaar, na Abdelkarim Hassan.

### STVV
Op 15 juli 2019 ondertekende hij een contract bij Sint-Truidense VV. Na meer dan een half jaar blessureleed kreeg hij op de zesde competitiespeeldag tegen KAS Eupen zijn eerste speelminuten van trainer Marc Brys. Drie weken later kreeg hij tegen Sporting Charleroi zijn eerste basisplaats, en daarbij was de Japanner meteen goed voor zijn eerste goal voor STVV. Suzuki, die in Japan altijd in een tweespitsensysteem speelde, vormde al gauw een uitstekend spitsenduo met Yohan Boli. Suzuki scoorde in zijn debuutseizoen zeven keer voor STVV, weliswaar slechts twee keer na het vertrek van Boli naar Al-Rayyan.
In juni 2020 kreeg STVV een bod van drie miljoen euro uit het Midden-Oosten voor Suzuki. Suzuki bleef echter bij STVV en scoorde in het seizoen 2020/21 zeventien keer. Het leverde hem interesse op van onder andere Hertha BSC, AS Saint-Étienne, SCO Angers en Stade de Reims. Ook RSC Anderlecht en Club Brugge toonden interesse, maar de Japanner haalde zijn neus op voor een binnenlandse transfer.
Suzuki, die na zijn uitstekende seizoen op een lucratieve transfer hoopte, onderhield na de zomerstop van 2021 zijn conditie in zijn thuisland en kwam tijdens de eerste zes competitiespeeldagen van het seizoen 2021/22 niet in actie. Pas op de zevende speeldag maakte hij tegen Beerschot VA zijn comeback, nadat hij eerder ook al scoorde in een oefenwedstrijd tegen KVC Westerlo. Trainer Bernd Hollerbach verklaarde voor aanvang van de wedstrijd tegen Beerschot dat Suzuki zich bij hem en de groep geëxcuseerd had en dat de kous daarmee af was voor hem. Een week later scoorde Suzuki in de met 1-2 verloren derby tegen KRC Genk zijn eerste doelpunt van het seizoen voor STVV.
Hij verliet Sint Truiden begin 2022 om terug te keren naar Kashima Antlers.

## Clubstatistieken
| Seizoen | Club              | Competitie         | Wed. | Doelp. |
| ------- | ----------------- | ------------------ | ---- | ------ |
| 2015    | Kashima Antlers   | J1 League          | 7    | 2      |
| 2016    | Kashima Antlers   | J1 League          | 32   | 8      |
| 2017    | Kashima Antlers   | J1 League          | 26   | 6      |
| 2018    | Kashima Antlers   | J1 League          | 32   | 11     |
| 2019/20 | Sint-Truidense VV | Jupiler Pro League | 24   | 7      |
| 2020/21 | Sint-Truidense VV | Jupiler Pro League | 34   | 17     |
| 2021/22 | Sint-Truidense VV | Jupiler Pro League | 11   | 2      |
| 2022    | Kashima Antlers   | J1 League          | 0    | 0      |
| Totaal  | Totaal            | Totaal             | 166  | 53     |

## Erelijst
| Competitie           |                 |                 |
| Competitie           | Aantal          | Jaren           |
| Kashima Antlers      | Kashima Antlers | Kashima Antlers |
| -------------------- | --------------- | --------------- |
| Landskampioen Japan  | 1x              | 2016            |
| J-League Cup         | 1x              | 2015            |
| Emperor's Cup        | 1x              | 2016            |
| Japanse Supercup     | 1x              | 2017            |
| AFC Champions League | 1x              | 2018            |

| Individueel                              |    |      |
| Beste Speler van de AFC Champions League | 1x | 2018 |

2 Ogawa ·
4 Belaïd ·
5 Taniguchi ·
6 Yanamoto ·
7 Brahimi ·
8 Fujita ·
9 Ferrari ·
10 Lamkel Zé ·
11 Delpupo ·
12 Coppens ·
13 Ito ·
14 Dumont ·
15 Zahiroleslam ·
16 Kokubo ·
19 Patris ·
20 Van Helden ·
21 Lendfers ·
22 Janssens ·
23 Barnes ·
24 Mindombe ·
25 Teuchy ·
27 Ananou ·
31 Godeau  ·
33 Diriken ·
34 Lambotte ·
37 Alexis ·
60 Vanwesemael ·
91 Bertaccini ·
Coach: Mazzù